# Alice Terry
Alice Terry, nome d'arte di Alice Frances Taaffe (Vincennes, 24 luglio 1900 – Burbank, 22 dicembre 1987), è stata un'attrice statunitense, apparsa in circa quaranta film tra il 1916 ed il 1933. Delle pellicole da lei interpretate (inclusi quattro cameo) diciannove sono andate perdute, mentre le altre sono conservate in alcune cineteche e collezioni private sparse in tutto il mondo.

## Biografia
La sua famiglia, originaria dell'Indiana, si trasferì a Los Angeles nel 1914 quando Alice aveva quindici anni. Dopo essere entrata nel mondo del cinema come comparsa, interpretò diversi ruoli (dalla contadina al soldato tedesco) tutti nella stessa pellicola, Civilization del 1916, diretto da Thomas H. Ince e Reginald Barker. Nonostante tutto il suo debutto passò inosservato e la sua carriera cinematografica non ebbe sbocchi fino a quando nel 1917 non fece il suo incontro con il regista di origini irlandesi Rex Ingram.
Dopo aver sposato Ingram il 5 novembre 1921, i due collaborarono nella celebre pellicola I quattro cavalieri dell'Apocalisse tratta dal romanzo di Vicente Blasco Ibáñez. Nel film la Terry ebbe il suo primo ruolo da attrice protagonista al fianco di Rodolfo Valentino, che con questa pellicola vide consolidarsi la sua immagine di amante latino.
La sua carriera artistica venne ulteriormente valorizzata nel film Il prigioniero di Zenda del 1922, diretto sempre da suo marito Rex Ingram e al fianco della stella nascente Ramón Novarro, il quale divenne suo partner nel successivo Scaramouche del 1923 e in altre tre pellicole. Ingram accostò Novarro alla moglie Alice nel preciso intento di usurpare all'ormai affermato Valentino lo scettro di attore amante e rubacuori ma non ebbe fortuna.
Nel 1925 Ingram acquistò lo studio cinematografico Victorine Studios con sede a Nizza, dove si trasferì con la moglie nello stesso anno, i due realizzarono alcune pellicole per la Metro-Goldwyn-Mayer, facendo tappa in diverse parti d'Europa, tra le quali anche l'Italia. Fu qui che nel 1926 la Terry interpretò quello che ella stessa considerò il suo film preferito, Mare Nostrum, al fianco di Antonio Moreno. Nel 1927 la coppia Ingram-Terry realizzò un'altra importante pellicola del loro sodalizio artistico, Il giardino di Allah, che verrà poi nuovamente interpretato da Marlene Dietrich nel 1930 in un celebre remake della pellicola. Dal 1930 Alice Terry decise di coadiuvare suo marito ed è accreditata come regista per la pellicola Baroud del 1932.
Con l'avvento del sonoro la casa di produzione dei due artisti finì in cattive acque fino a raggiungere il fallimento, costringendo i coniugi Ingram a fare ritorno in patria, dove Ingram morirà nel 1950 dopo essersi ritirato dal mondo del cinema insieme alla moglie. Nel 1951 la Columbia Pictures realizzò una pellicola celebrativa di Rodolfo Valentino dove si insinuava che tra i due ci fosse stata una relazione sentimentale, la Terry, indignata, citò in tribunale la casa cinematografica e vinse la causa intentata.
Morì nella casa che condivideva con sua sorella maggiore per uno pneuma e venne sepolta nel Valhalla Memorial Park Cemetery di Los Angeles.

## Galleria d'immagini

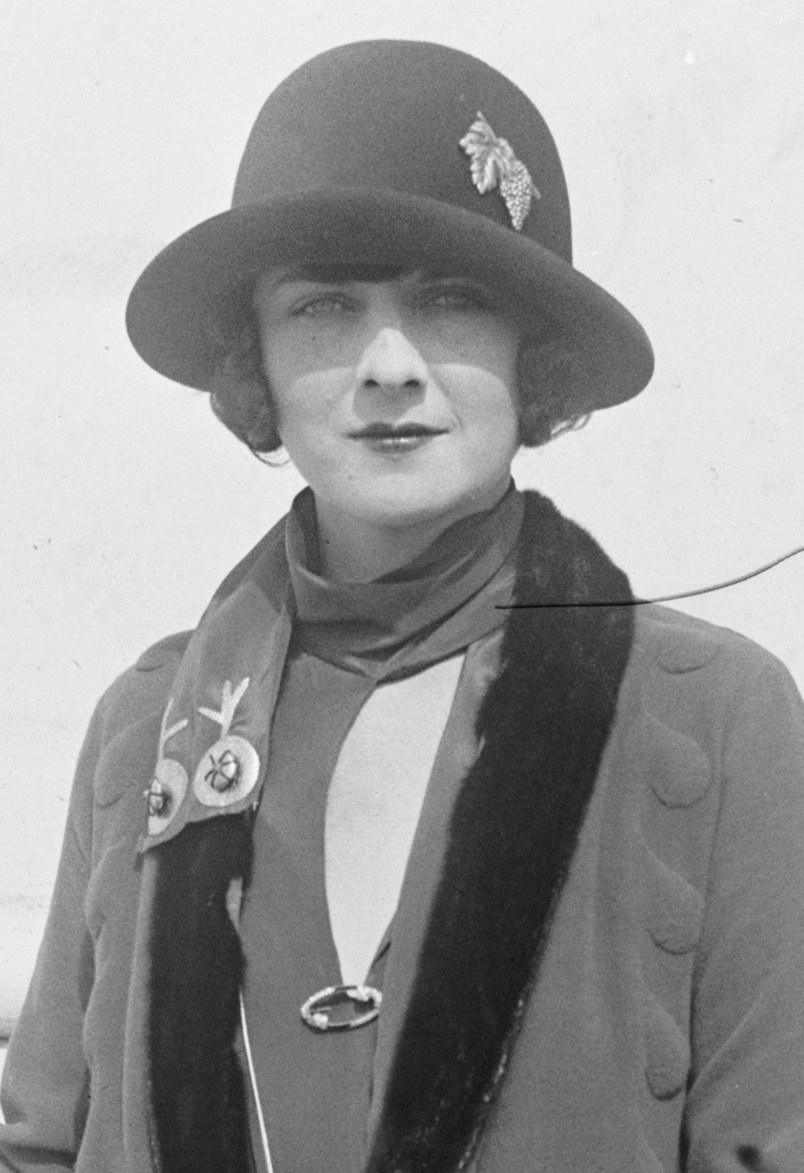
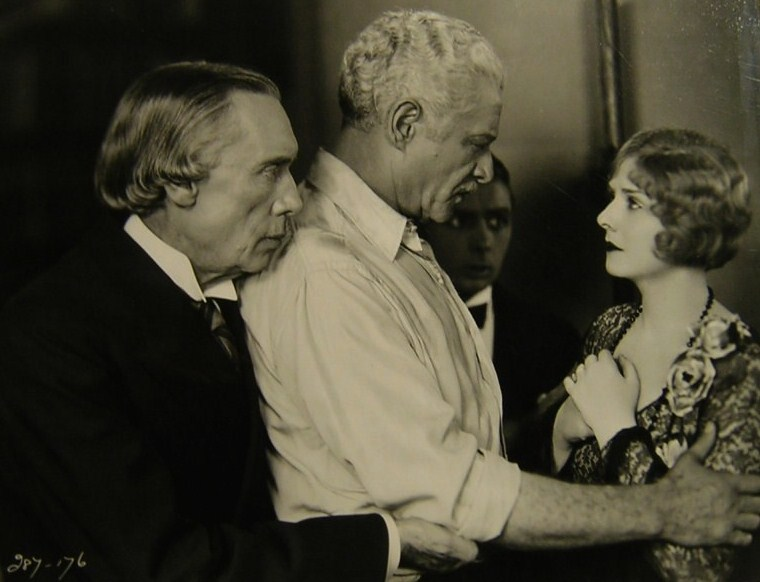
Il prigioniero di Zenda (1922)
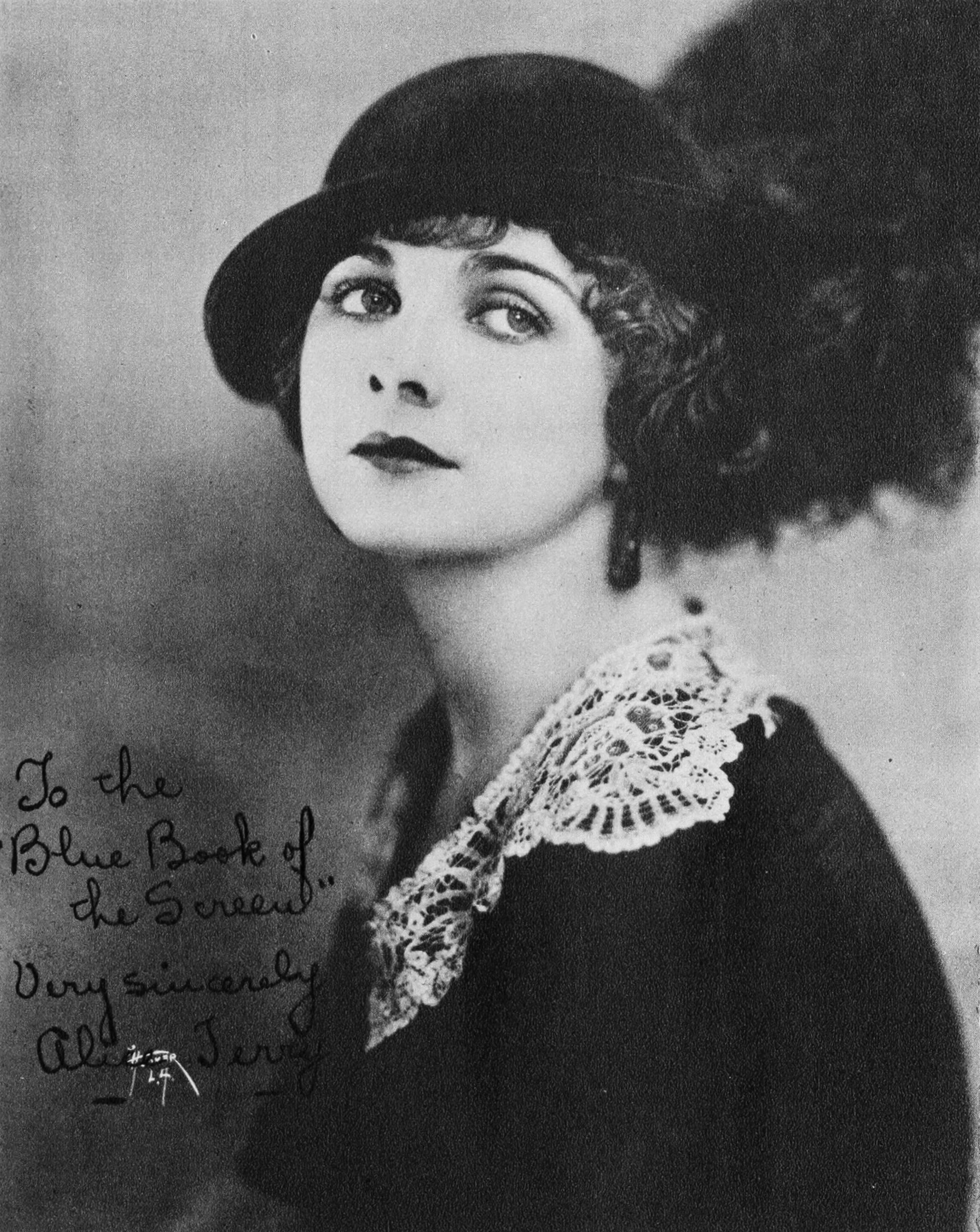
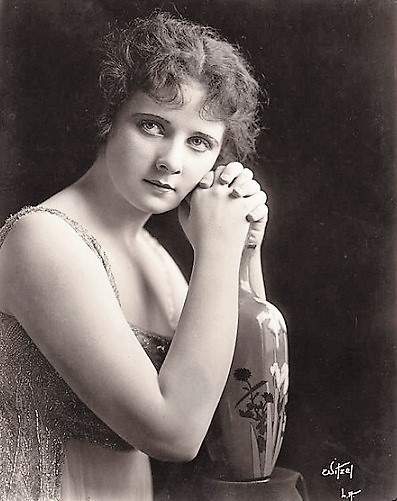

## Filmografia

### Attrice
- Civilization, regia di Reginald Barker, Thomas H. Ince, Raymond B. West e altri (1916)
- Not My Sister, regia di Charles Giblyn (1916)
- A Corner in Colleens, regia di Charles Miller (come Alice Taafe) (1916)
- Wild Winship's Widow, regia di Charles Miller (come Alice Taafe) (1917)
- Strictly Business, regia di Thomas R. Mills (1917)
- The Bottom of the Well, regia di John S. Robertson (1917)
- Alimony, regia di Emmett J. Flynn (non accreditata) (1917)
- The Clarion Call, regia di Ashley Miller (1918)
- A Bachelor's Children, regia di Paul Scardon (1918)
- Old Wives for New, regia di Cecil B. DeMille (come Alice Taafe) (1918)
- The Song and the Sergeant, regia di George Ridgwell (1918)
- Sisters of the Golden Circle, regia di Kenneth S. Webb (1918)
- The Brief Debut of Tildy, regia di George Ridgwell (1918)
- Love Watches, regia di Henry Houry (1918)
- The Trimmed Lamp, regia di George Ridgwell (1918)
- Thin Ice, regia di Thomas R. Mills (1919)
- The Love Burglar, regia di James Cruze (come Alice Taafe) (1919)
- The Valley of the Giants, regia di James Cruze (come Alice Taafe) (1919)
- The Day She Paid, regia di Rex Ingram (come Alice Taafe) (1919)
- La baia della morte (Shore Acres), regia di Rex Ingram (cameo) (1920)
- Il grimaldello del diavolo (The Devil's Passkey), regia di Erich von Stroheim (non accreditata) (1920)
- Hearts Are Trumps, regia di Rex Ingram (1920)
- I quattro cavalieri dell'Apocalisse (The Four Horsemen of the Apocalypse), regia di Rex Ingram (1921)
- La commedia umana (The Conquering Power), regia di Rex Ingram (1921)
- Gente onesta (Turn to the Right), regia di Rex Ingram (1922)
- Il prigioniero di Zenda (The Prisoner of Zenda), regia di Rex Ingram (1922)
- Terra vergine (Where the Pavement Ends), regia di Rex Ingram (1923)
- Scaramouche, regia di Rex Ingram (1923)
- L'arabo (The Arab), regia di Rex Ingram (1924)
- Frontiera d'anime (The Great Divide), regia di Reginald Barker (1925)
- Sackcloth and Scarlet, regia di Henry King (1925)
- Confessions of a Queen, regia di Victor Sjöström (1925)
- Any Woman, regia di Henry King (1925)
- Mare Nostrum, regia di Rex Ingram (1926)
- Il mago (The Magician), regia di Rex Ingram (1926)
- Lovers?, regia di John M. Stahl (1927)
- Il giardino di Allah (The Garden of Allah), regia di Rex Ingram (1927)
- Le tre passioni (The Three Passions), regia di Rex Ingram (1928)
- Baroud, regia di Alice Terry e Rex Ingram (1932)

### Regista
- Baroud, co-regia di Rex Ingram (1932)